# Béla Tallián

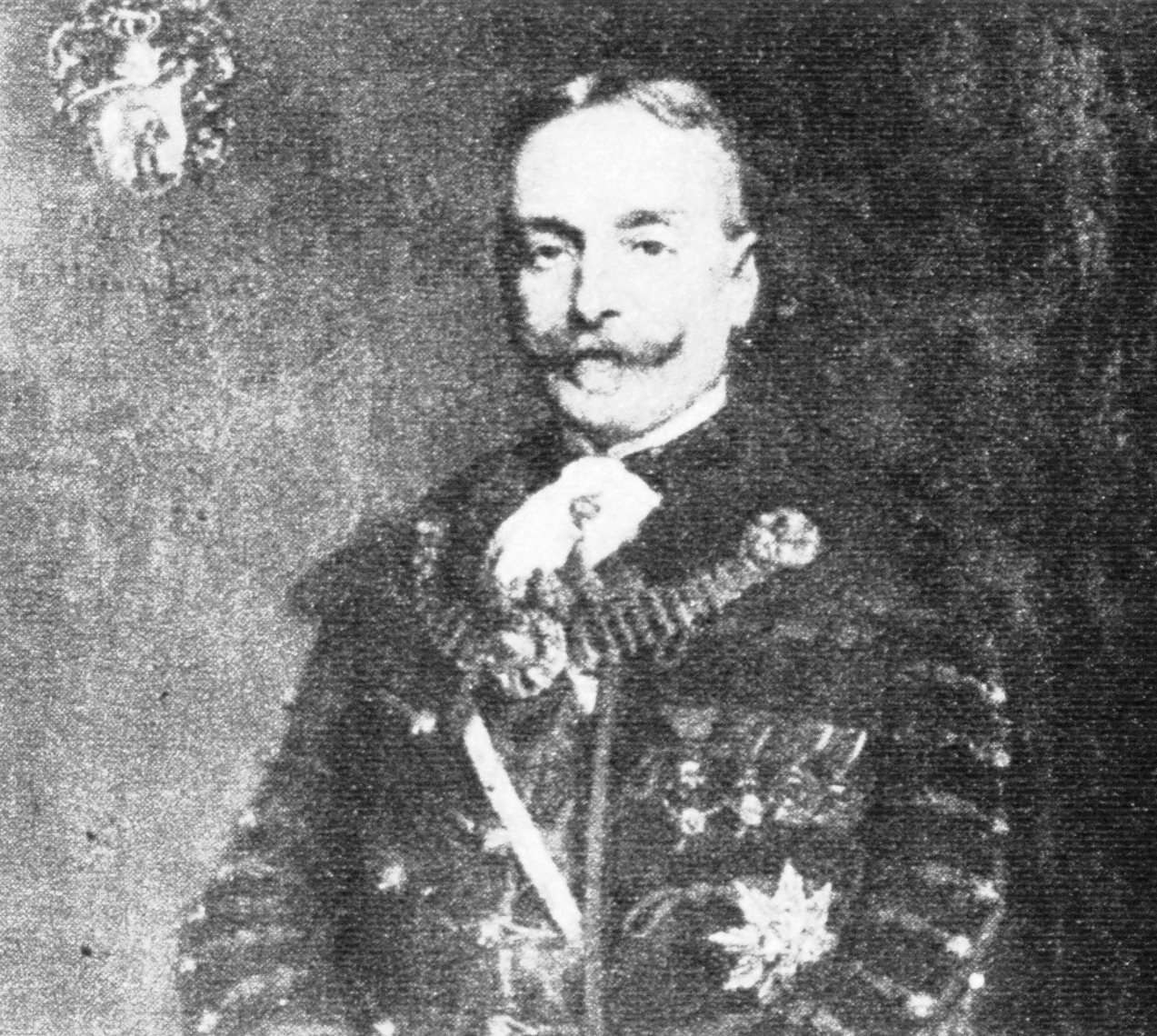
Baron Béla Tallián

Baron Baron Béla Tallián de Vizek (Szabás, 1851 – Kiszombor, 23 november 1921) was een Hongaars politicus, die van 1903 tot 1905 minister van Landbouw was. 
Hij werd ondergespan van het comitaat Torontál in 1880 en van Somogy in 1886. In 1892 werd hij oppergespan van Békés en Csongrád.
Van 1899 tot 1903 was hij een vicevoorzitter van het Huis van Afgevaardigden. Tijdens de Eerste Wereldoorlog diende hij kortstondig als burgerlijk gouverneur van Belgrado, toen de stad door de Oostenrijkers werd bezet. Na de oorlog vluchtte hij naar Szeged. Hij werd gearresteerd door het communistische regime ten tijde van de Hongaarse Radenrepubliek. Na de val van het communistische regime keerde hij terug naar Szeged.